# Wentworth Woodhouse

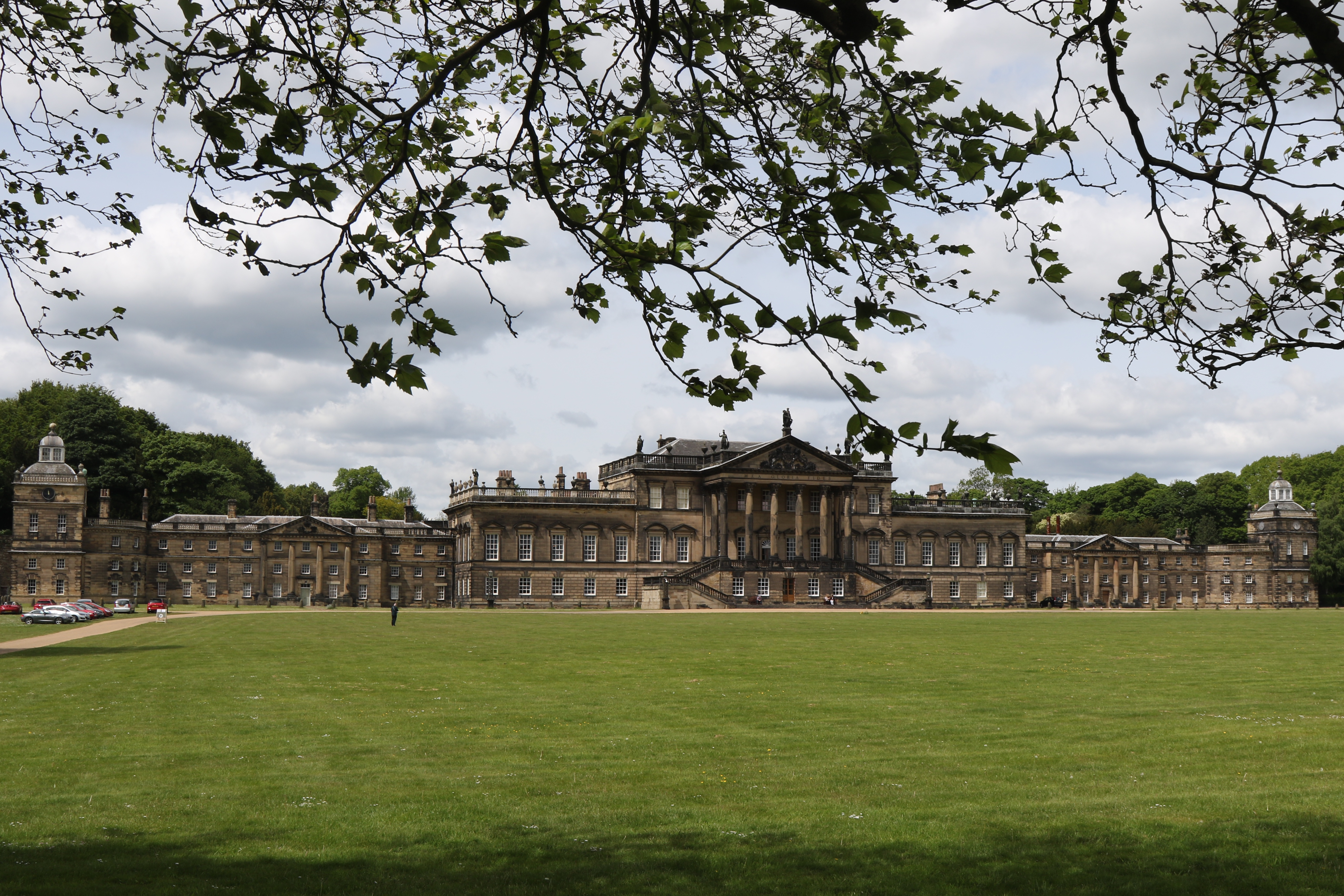
Ostfassade von Wentworth Woodhouse

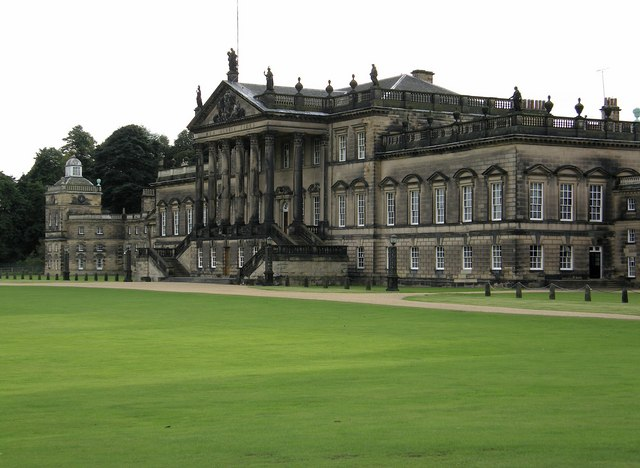
Ostfassade von Wentworth Woodhouse 2008

Wappen der Watsons, Earls of Rockingham: Silber, auf einem blauen Winkel zwischen drei schwarzen Merletten drei goldene Halbmonde. Motto: „Mea Gloria Fides“ („Traue meinem Ruhm“), das in großen römischen Großbuchstaben auf dem Fries des klassischen Ziergiebels von Wentworth Woodhouse dargestellt ist.

Wentworth Woodhouse ist ein Landhaus im Dorf Wentworth bei Rotherham in der englischen Verwaltungseinheit South Yorkshire. Das von English Heritage als historisches Gebäude I. Grades gelistete Haus diente als „einer der großartigen Whig-Paläste“. Seine Ostfassade ist 184 Meter lang und damit die längste Fassade eines Landhauses in Europa. Wentworth Woodhouse ist mit 23.000 Quadratmetern Wohnfläche auch das größte Privathaus im gesamten Vereinigten Königreich. Das Haus enthält mehr als 300 Zimmer, wobei einige die Zahl auf 365 schätzen, einen für jeden Tag des Jahres, auch wenn sich Experten über die genaue Zahl nicht einig sind. Das Haus hat eine Grundfläche von 1 Hektar und ist von einem Park auf dem 6100 Hektar großen Anwesen umgeben, das heute einem anderen Eigentümer gehört.
Wentworth Woodhouse war ursprünglich ein jakobinisches Haus, das aber auf Geheiß von Thomas Watson-Wentworth, 1. Marquess of Rockingham, (1693–1750) vollkommen neu aufgebaut wurde. Dessen Sohn, Charles Watson-Wentworth, 2. Marquess of Rockingham, der zweimal Premierminister war, veranlasste später großartige neue Anbauten, die das bestehende Gebäude zu einem bloßen Flügel des neuen Hauses degradierte. Der 2. Marquess etablierte Wentworth Woodhouse damit als wichtige Hochburg der Whigs. Im 18. Jahrhundert erbten die Earls FitzWilliam das Haus und behielten es bis 1979 in der Familie, als es an die Erben des 8. und des 10. Earls fiel. Der finanzielle Wert war inzwischen deutlich gestiegen, da unter dem Anwesen Kohlelagerstätten des South Yorkshire Coalfield entdeckt worden waren.

## Architektur

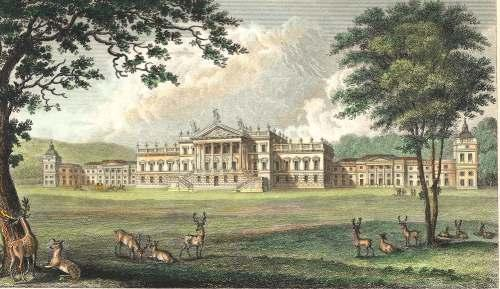
Wentworth Woodhouse (Ostfassade) aus A Complete History of the County of York von Thomas Allen (1828–1830)

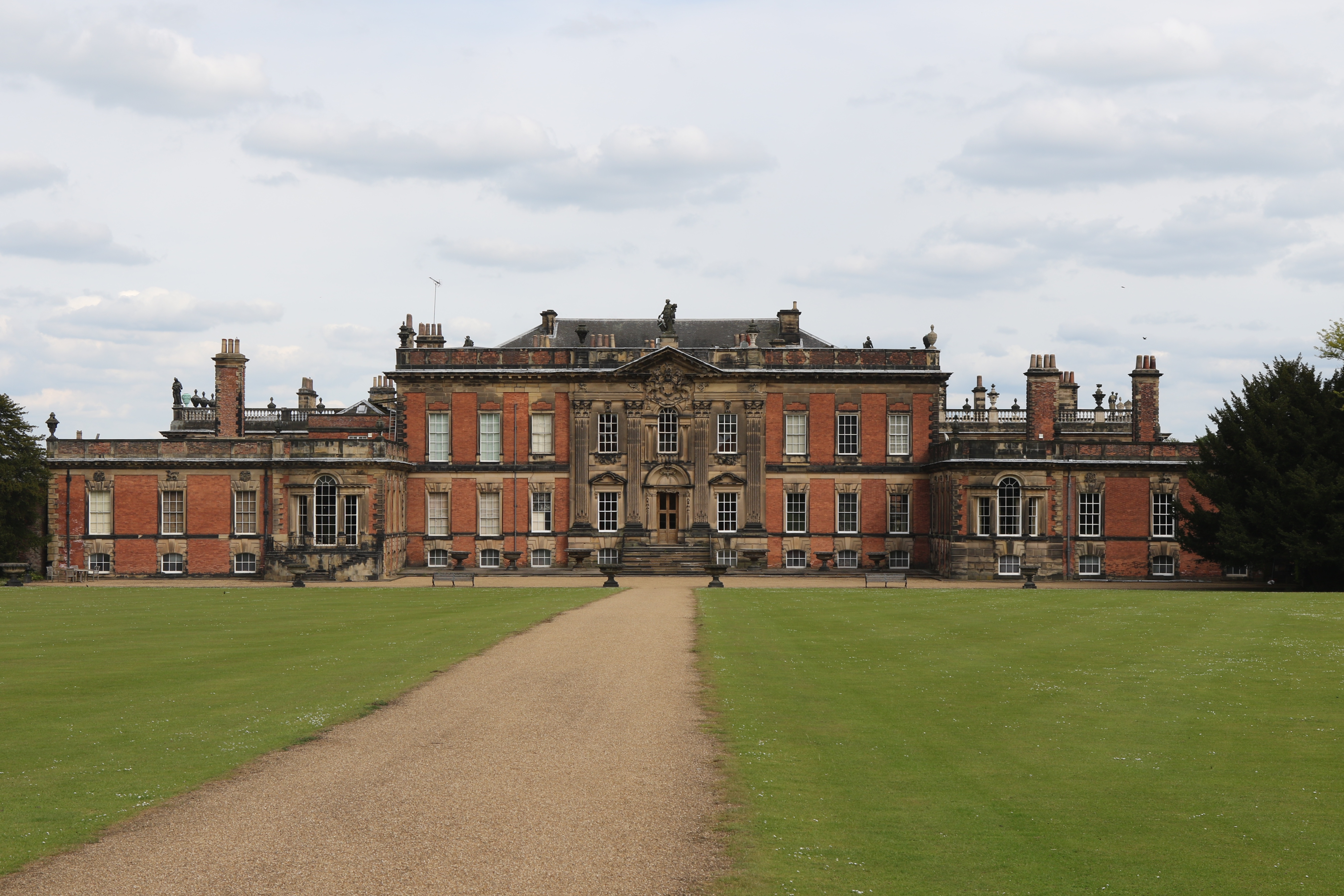
Westfassade

Wentworth Woodhouse besteht aus zwei miteinander verbundenen Häusern, die Ost- und Westfassade bilden. Das ältere Haus bildet heute die Westfassade mit Gärten, die sich nordwestlich in Richtung auf das Dorf zu erstrecken. Es wurde aus Ziegeln erbaut und mit Natursteinapplikationen versehen. Die Ostfassade von unerreichter Länge entstand – so wird glaubhaft behauptet – in Folge einer Rivalität mit dem Stainborough-Zweig der Familie Wentworth. Diese erbten zwar den minderen Titel eines Baron Raby von Thomas Wentworth, 1. Earl of Strafford, nicht jedoch dessen Ländereien. Jene fielen an die Watsons, ebenso eine bemerkenswerten Serie von Strafford-Porträts von Anthonis van Dyck und Daniel Mytens. Die Watsons nahmen dann den Zusatz „Wentworth“ zu ihrem Familiennamen an. Die Stainborough-Wentworths, für die das Earldom von Strafford wiederbelebt wurde, lebten im nahegelegenen Wentworth Castle, das sie 1708 im Geiste der Konkurrenz kauften und emsig in großartiger Weise umbauen ließen.

## Geschichte
Das ursprünglich jakobinische Wentworth Woodhouse, welches einst das Heim vom Thomas Wentworth, 1. Earl of Strafford, war, den König Karl I. 1641 opferte, um das Parlament zu beruhigen, hatte Thomas Watson-Wentworth, nach 1728 Lord Malton, 1723 von seinem Vater geerbt. In seinem Auftrag wurde der im englischen Barock aus Ziegeln erbaute Westflügel des Anwesens 1725 begonnen und ersetzte den vorhandenen Bau. Der Baumeister, an den sich Wentworths Enkel zur Planung des von ihm beabsichtigten, großen Hauses wandte, war er örtliche Baumeister und Landarchitekt Ralph Tunnicliffe, der bereits Praxis in Derbyshire und South Yorkshire vorweisen konnte. Tunnicliffe war so befriedigt mit diesem Höhepunkt seiner provinziellen Praxis, dass er eine Gravierung herausgab, die mit „R. Tunniclif, architectus“ unterzeichnet war und vor 1734 datieren muss, da es „Baron Malton“ gewidmet ist, Watson-Wentworths früherem Titel. Der Barockstil gefiel jedoch den Whigs nicht und so brachten sie für das neue Haus keine Bewunderung auf. Etwa 1734, noch vor Fertigstellung des heutigen Westflügels, beauftragte Thomas Watson-Wentworth, Wentworths Enkel, Henry Flitcroft mit einer „Ergänzung“ des Anwesens um die heutigen Ostfassade. Diese stellte in der Tat ein gänzlich neues, viel größeres Landhaus dar, welches in entgegengesetzter Richtung nach Südosten zeigte. Ihr Vorbild für dieses Haus war Colen Campbells Wanstead House, das im Vitruvius Britannicus von 1715 illustriert war.
Im selben Jahr war der Umbau bereits in vollem Gange. In einem Brief vom Amateurarchitekten Sir Thomas Robinson aus Rokeby an seinen Schwiegervater, Lord Carlisle, vom 6. Juni 1734 berichtet Sir Thomas, dass er die Gartenfassade „fertig“ vorgefunden habe und so die Hauptfassade begonnen werden könne: „Wenn sie fertig ist, wird sie ein erstaunliches Werk sein, unendlich besser als alles, was wir heute in England haben“, und er fügte hinzu: „Die gesamten Arbeiten werden ganz Lord Burlington überlassen und ich weiß, dass keines Bürgers Haus in Europa sieben solch großartige Räume haben wird, die so fein proportioniert sind wie diese.“ Im 20. Jahrhundert sollte sich Nikolaus Pevsner dieser Meinung anschließen, aber die Erwähnung des Architekten-Earls Burlington, Schiedsrichter architektonischen Geschmacks, war eine böse Prophezeiung für den provinziellen Baumeister und Bauüberwacher Tunnicliffe. Es gibt keinen Zweifel, das Burlingtons Einschreiten zu der Zeit, als die Westfassade noch nicht fertig war, den damaligen Earl of Malton dazu bewegte, ‚‘Henry Flitcroft‘‘ zu beauftragen, Tunnicliffes Planungen zu revidieren und den Ostflügel zu bauen. Flitcroft war Burlingtons professioneller architektonischer Berater – „Burlington Harry“, wie er genannt wurde. Er hatte für die Graveure die Zeichnungen von Inigo Jones aufbereitet, die von Burlington und William Kent 1727 veröffentlicht wurden. Und tatsächlich wurde Kent auch zum Geplauder über Wentworth Woodhouse dazugerufen, das von Sir Thomas Robinson moderiert wurde, wenn auch Flitcroft an der Veranstaltung teilnahm und in der folgenden Dekade immer wieder Zeichnungen für das Haus erstellte: Er arbeitete Tunnicliffes provinziell-barocke Westfassade um und vergrößerte sie, schloss Flügel an, ebenso wie Tempel und andere Gebäude im Park. Zeitgenössische Gravuren der großartigen, der Öffentlichkeit zugewandten Ostfassade geben Flitcroft als Architekten an. Flitcroft, der die rechte Hand der architektonischen „Dilettanten“ war und ebenso voll mit seiner Arbeit für das Royal Board of Works beschäftigt war, konnte nicht dauernd an der Baustelle sein, aber: Francis Bickerton, Bauüberwacher und Baumeister aus York, zahlte 1738 und 1743 Rechnungen.
Die großartige Ostfassade ist häufiger abgebildet. Die Westfassade, die „Gartenfront“, die Sir Thomas Robinson 1734 fertig vorfand, ist die private Fassade, die auf den „giardino secreto“ zwischen der Hausfassade und dem eingefriedeten Küchengarten schaute, der eher für die Freizeitgestaltung der Familie als für soziale und politische Ambitionen, die in der Ostfassade ausgedrückt waren, gedacht war. Die meisten Überbleibsel wurden im 19. Jahrhundert neu angelegt.

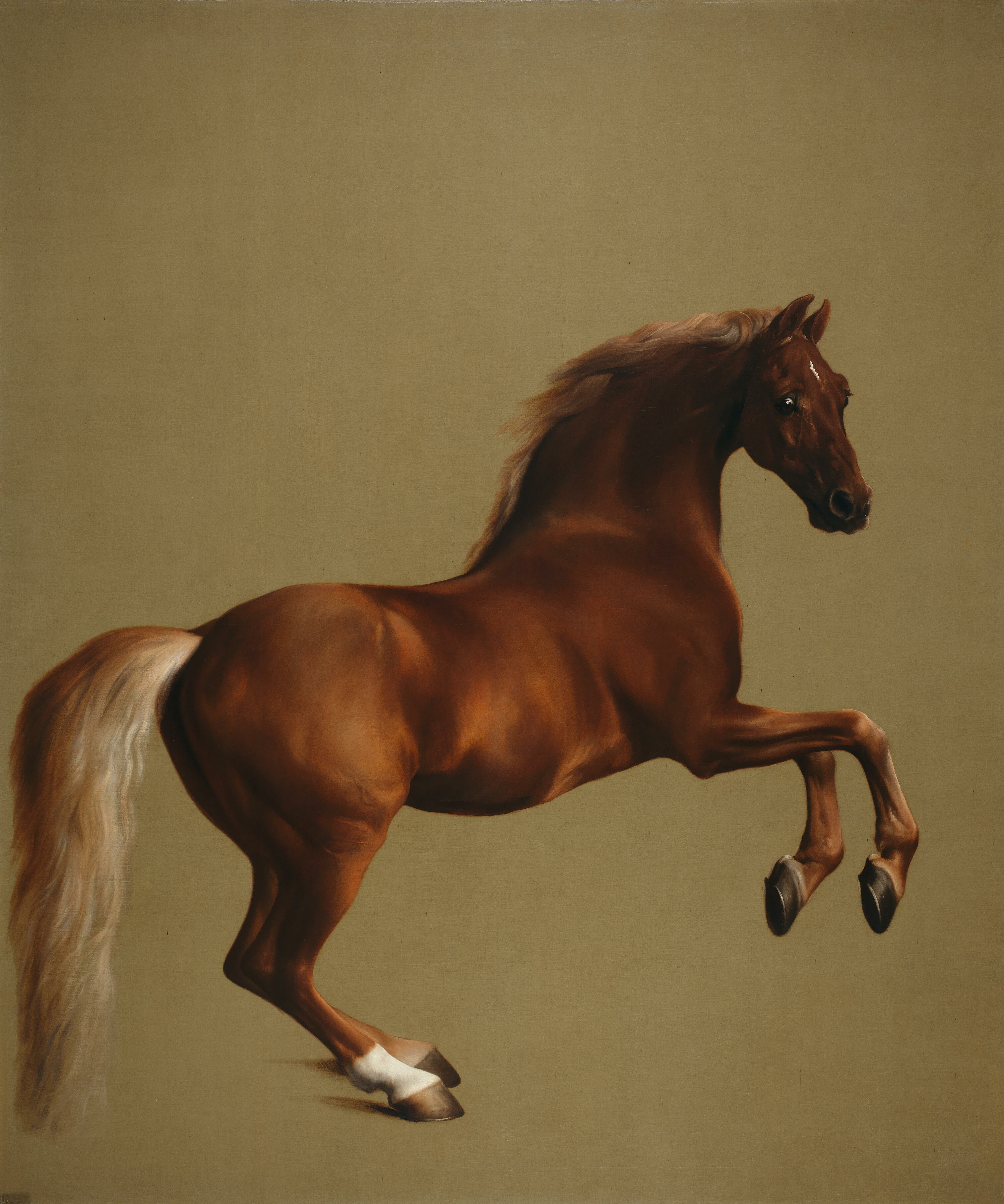
Whistlejacket, von George Stubbs (National Gallery (London))

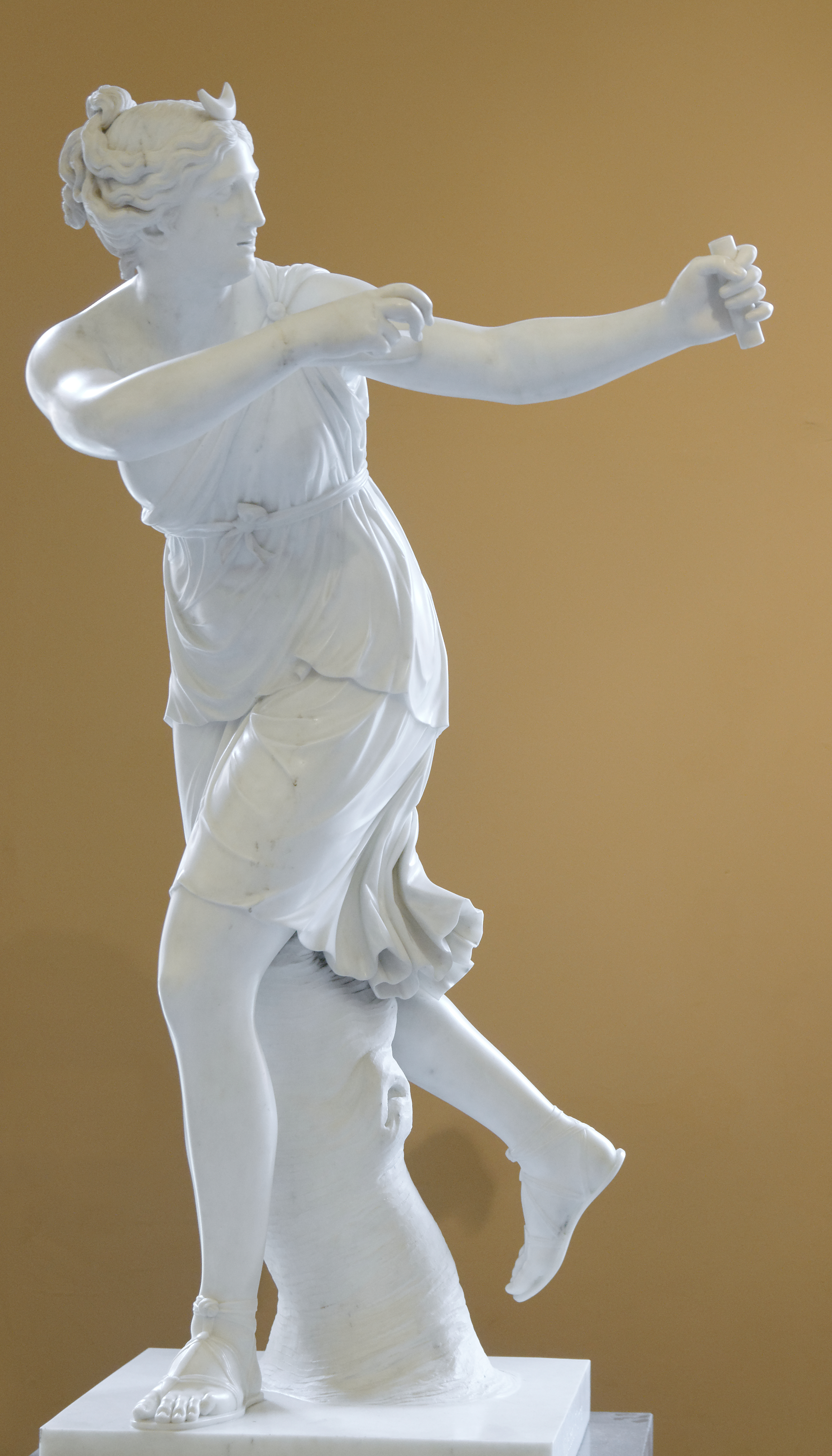
Diana von Joseph Nollekens im Victoria and Albert Museum

Charles Watson-Wentworth, 2. Marquess of Rockingham, kurze Zeit Premierminister in den Jahren 1765/1766 und nochmals 1782, erbte Wentworth Woodhouse. Der Architekt, den er beauftragte, war John Carr aus York, der Teilen des Ostflügels ein weiteres Stockwerk hinzufügte und die passenden Flügel mit Portici versah, jeder davon ein Äquivalent eines mittelgroßen Landhauses. James „Athenian“ Stuart lieferte Zeichnungen für Verkleidungen in der Pillared Hall. Der Whistlejacket Room wurde nach George Stubbs’ Porträt des berühmtesten Rennpferdes aller Zeiten gleichen Namens benannt. Die Anbauten wurden 1772 fertiggestellt. Der zweite Marquess fasste eine Skulpturengalerie im Haus ins Auge, die aber nie realisiert wurde. Vier Marmorfiguren wurden von Joseph Nollekens in diesem Rahmen in Erwartung der Galerie ausgeführt: Die Diana, gezeichnet und datiert 1778, ist heute im Victoria und Albert Museum, Juno, Venus und Minerva sind zusammen mit einer antiken römischen Statue von Paris im J. Paul Getty Museum.
Wentworth Woodhouse fiel mit all seiner Inneneinrichtung später an die Familie der Schwester des Marquess, die Earls FitzWilliam.

## Der Park
Nachdem Lord FitzWilliam alle Umbauten mit Hilfe von John Carr beendet hatte, wandte er sich 1790 an den bekanntesten Landschaftsgärtner, Humphry Repton, für den dies das ambitionierteste Projekt der Saison war, eines, das er, weil die Erinnerung daran noch frisch war, im Detail in Some Observations of the Theory an Practice of Landscape Gardening aus dem Jahr 1803 beschrieb. Eine zentrale Terrasse vor dem Hauptgebäude vermittelte den Übergang vom Haus zum gewellten Weideland. Vier Obelisken standen auf dem Bowling Green und sahen klein im Vergleich zum Haus aus. Repton setzte sie um. Obwohl sich im Parkland etliche Blickfänge und andere Details fanden, meinte Repton, dass es dort zu wenige Bäume gebe und das Haus lediglich „von grobem Gras und Geröll“ umgeben sei, was Repton ebenfalls entfernen ließ, bevor die großen Erdbewegungen begannen, die von Männern mit Schaufeln und Eselskarren bewältigt wurden und den klumpigen Grund in weiche Anhöhen verwandeln sollte. Zwei große Teiche, die von der Ostfassade und von der Auffahrt aus zu sehen sind, wurden in Schlangenform ausgehoben. Einige von Flitcrofts Nebengebäuden wurden abgerissen, aber nicht Carrs hübscher Stallhof von 1768, den man durch einen toskanischen Bogen mit Ziergiebel betrat. Viele Bäume wurden gepflanzt.

### Follies
Das Anwesen und seine Umgebung enthalten eine Reihe von Follies, viele davon mit Assoziationen an die Politik der Whigs im 18. Jahrhundert:
- Hoober Stand: Eine spitz zulaufende Pyramide mit einer sechseckigen Laterne, die nach dem alten Wald, in dem sie errichtet wurde, benannt ist. Sie ist 30 Meter hoch und wurde 1747–1748 nach Flitcrofts Plänen errichtet, um an die Niederlage der Jakobiten zu erinnern, an deren Rebellion sich Lord Malton und sein überlebender Sohn beteiligten. Ihre Verteidigungsanstrengungen für das hannoveranische Whig-Establishment wurden mit der Ernennung zum Lord-Lieutenant of Yorkshire und dem Titel eines Marquess of Rockingham belohnt. Somit weist das Monument indirekt auf den größeren Ruhm der Familie hin. Der Turm, von dem aus man wie von einem Wachturm aus die umgebende Landschaft überblicken kann, ist den ganzen Sommer über, jeweils am Sonntagnachmittag, öffentlich zugänglich.
- Keppel's Column: ‘Eine 35 Meter hohe toskanische Säule, die an die Freisprechung des vor dem Kriegsgericht angeklagten Admiral Keppel, eines guten Freundes von Lord Rockingham, erinnert. Ihre Entasis baucht sich sichtbar aus, was auf die Reduzierung der ursprünglich geplanten Höhe hinweist, was wegen Finanzierungsproblemen notwendig war. Sie wurde von John Carr entworfen.
- The Rockingham Mausoleum: Ein dreistöckiges, 27 Meter hohes Gebäude in lichtem Wald, von dem man nur das oberste Stockwerk über den Baumwipfeln sieht. Es wurde 1783 von Earl FitzWilliam als Denkmal an den späteren Ersten Marquess of Rockingham in Auftrag gegeben. Es wurde von John Carr entworfen, dessen erste Planung, für einen Obelisken, nicht angenommen wurde und man sich stattdessen für eine Adaption des römischen Kenotaphs der Julier in Saint-Rémy-de-Provence bei Arles entschied.[1] Das Erdgeschoss besteht aus einer geschlossenen Halle mit einer Statue des früheren Premierministers von Joseph Nollekens und Büsten seiner acht besten Freunde. Das 1. Obergeschoss bildet eine offene Kolonnade mit korinthischen Säulen, die einen (leeren) Sarkophag umgeben. Das 2. Obergeschoss ist eine römische Laterne. Wie Hober Stand ist auch das Mausoleum an sommerlichen Sonntagnachmittagen öffentlich zugänglich.
- Needle's Eye: Eine 14 Meter hohe Pyramide aus Sandsteinblöcken mit einer Zierurne an der Spitze und einem hohen gotischen Kielbogendurchgang mitten hindurch, der eine nicht mehr benötigte Straße überspannt. Er wurde im 18. Jahrhundert errichtet, angeblich, um eine Wette zu gewinnen, nachdem der zweite Marquess behauptet hatte, er könne einen Wagen mit Pferden durch ein Nadelöhr („Needle's Eye“) steuern.
- Bear Pit: Erreichbar durch das nahegelegene Gartencenter. Zweistöckig gebaut mit Wendeltreppe. Der äußere Durchgang (um 1630) ist Teil der Architektur des originalen Landhauses. Am Ende des Gartens befindet sich eine Grotte, die von zwei lebensgroßen Statuen römischer Soldaten bewacht wird.

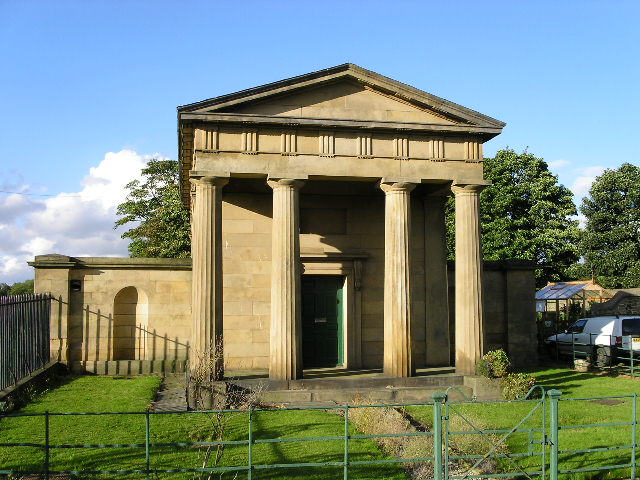
„Dorische Loggia“ auf dem Anwesen
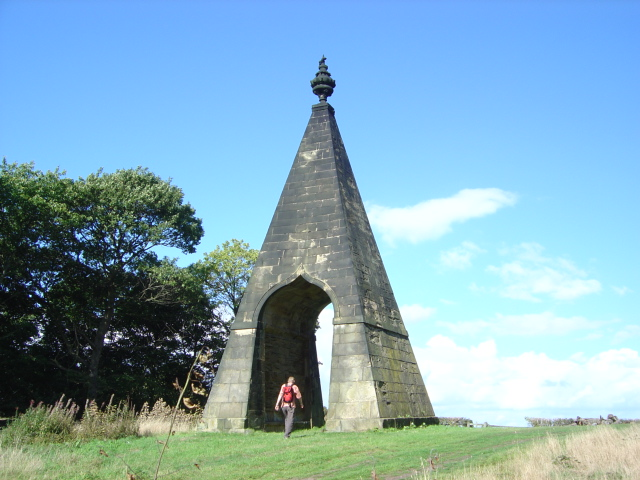
Needle's Eye
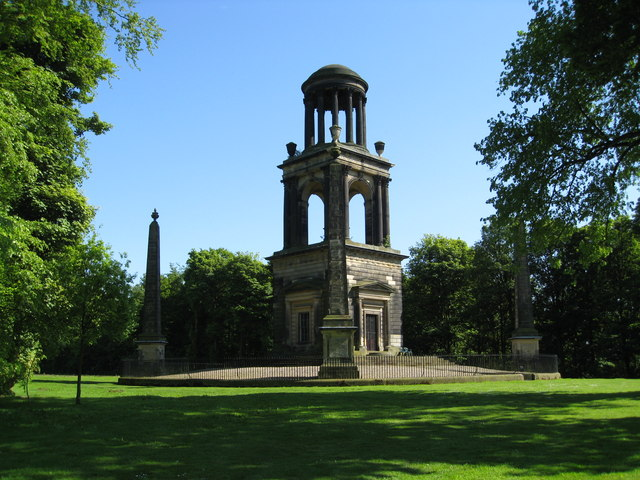
Rockingham Mausoleum
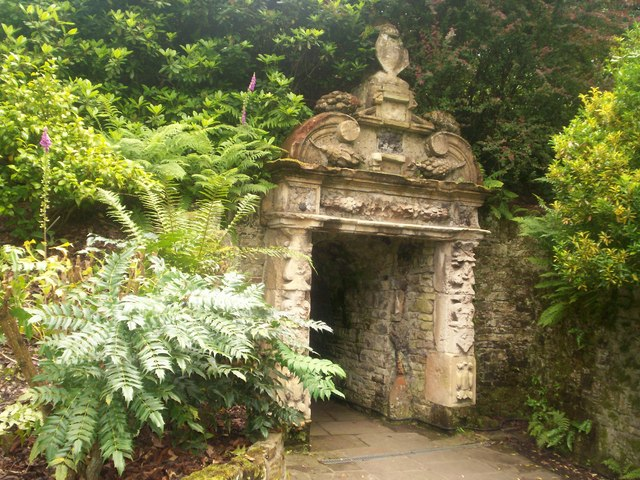
Durchgang zum Bear Pit

## Königlicher Besuch 1912
König Georg V. und Königin Mary besuchten South Yorkshire vom 8. bis zum 12. Juli 1912 und weilten vier Tage lang in Wentworth Woodhouse. Ihre Entourage bestand aus einer großen Zahl von Gästen, wie z. B. dem Erzbischof von York, Cosmo Gordon Lang, Henry Lascelles, 5. Earl of Harewood und Lady Harewood, Lady Londonderry, Lawrence Dundas, 1. Marquess of Zetland und Lady Zetland, Aldred Lumley, 10. Earl of Scarbrough und Lady Scarbrough, William Parsons, 5. Earl of Rosse und Lady Rosse, Charles Beresford und Lady Beresford, Walter Long, 1. Viscount Long und Lady Doreen Long, sowie Lord Helmsley und Lady Helmsley.
Der Besuch endete am Abend des 11. Juli mit einem Fackel-Zapfenstreich von Bergleuten und einem Musikprogramm von Mitgliedern der Sheffield Musical Union und der Wentworth Choral Society. Eine Menge von 25.000 Menschen versammelte sich auf dem Rasen, um den König und die Königin auf dem Balkon des Portikus zu sehen. Der König sprach zur versammelten Menge.

## Zerstörung des Anwesens
Im April 1946 traf auf Anweisung von Emanuel Shinwell, dem damaligen Energieminister der Labour-Regierung, eine „Reihe von Lastwagen und schweren Baumaschinen“ in Wentworth Woodhouse ein. Die Absicht war, auf einem großen Teil des Anwesens nahe dem Landhaus Kohle abzubauen. Dies war ein Bereich, in dem der reiche Barnsley Seam (ein Kohleflöz) nicht weiter als 30 Meter unter der Erdoberfläche lag, und so wurde das Gelände zwischen dem Landhaus und dem Rockingham-Mausoleum zum größten Kohletagebau im damaligen Großbritannien: 132.000 Tonnen Kohle wurde nur aus dem Gebiet unter den Gärten abgebaut. Angeblich wurde die Kohle damals in Großbritanniens klammer Nachkriegswirtschaft als Treibstoff für die Eisenbahnen dringend benötigt, aber diese Begründung des Energieministers galt damals und gilt noch heute bei vielen als nützliches Deckmäntelchen für einen Akt des Klassenkampfes gegen die kohlebesitzende Aristokratie. Eine Untersuchung der University of Sheffield, die von Peter Wentworth-FitzWilliam, 8. Earl FitzWilliam, in Auftrag gegeben wurde, deckte auf, dass die Qualität der Kohle „sehr schlecht“ und „den Abbau nicht wert“ war. Dies war das genaue Gegenteil von dem, was Shinwell versichert hatte: Er meinte, die Kohle sei von „außergewöhnlich guter Qualität“.

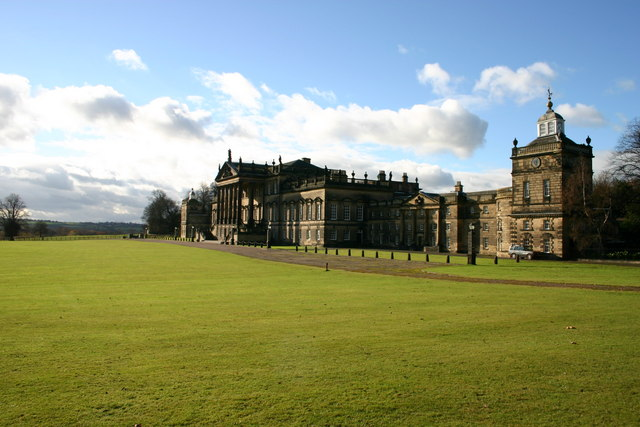
Der Kohletagebau reichte an dieser Seite des Hauses bis an die Kante der Hauptrasenfläche.

Shinwell, der die Zerstörung der FitzWilliams und „der privilegierten Reichen“ im Sinn hatte, verfügte, dass der Kohleabbau bis zur Hintertür von Wentworth Woodhouse, der Ostfassade des Landhauses, weitergehen sollte. Was folgte, war das Abbaggern von 400.000 m² Rasen- und Waldflächen, der bekannten formellen Gärten und der beispielhaften Auffahrt, die mit rosa Shale gekiest war (ein Nebenprodukt aus den Kohlebergwerken der Familie). Uralte Bäume wurden entwurzelt und der Abraum aus Erde und Schutt türmte sich 15 Meter hoch vor den Wohnräumen der Familie auf.
Die Ortsansässigen unterstützten den Earl in seiner Argumentation. Joe Hall, Präsident der Yorkshire-Gruppe der National Union of Mineworkers sagte, dass „die Bergleute in dieser Gegend fast alles tun würden, damit Wentworth Woodhouse nicht zerstört würde. Für viele Bergbaugemeinden sei dies heiliger Grund.“ In einer Industrie, die für den groben Umgang mit Arbeitern bekannt war, waren die FitzWilliams angesehene Arbeitgeber, die dafür bekannt waren, ihre Angestellten gut zu behandeln. Die Yorkshire-Gruppe der Gewerkschaft drohte später sogar mit Streik gegen die Pläne der Regierung für Wentworth Woodhouse und Joe Hall schrieb persönlich an Clement Attlee und unternahm einen wirkungslosen Versuch, den Kohleabbau zu stoppen. Dieser spontane örtliche Aktivismus, der auf der ehrlichen Popularität der Familie FitzWilliam bei den Leuten der Gegend beruhte, wurde in Whitehall als „Intrige“ des Earls missdeutet.
Der Kohletagebau arbeitete sich in die Felder westlich des Landhauses vor und wurde bis zum Anfang der 1950er-Jahre fortgeführt. Die abgegrabenen Areale brauchten viele Jahre, um in ihren natürlichen Zustand zurückzukehren; große Teile des lichten Waldes und der formellen Gärten wurden nicht wieder hergestellt. Die derzeitigen Eigner des Anwesens behaupten, dass der Bergbau in der Nähe des Hauses deutliche strukturelle Schäden am Gebäude durch Setzung hervorgerufen hätte, und stellten 2012 Schadensersatzforderungen von £ 100 Mio. für Sanierungsarbeiten gegen die Coal Authority.
Zweimal Erbschaftssteuern in den 1940er-Jahren und die Verstaatlichung ihrer Kohlebergwerke verringerten den Reichtum der FitzWilliams deutlich. Ein großer Teil der Einrichtung des Landhauses wurde 1948, 1986 und 1998 auf Auktionen versteigert. Bei der Christie's-Auktion 1948 wurde das Gemälde Rinaldo, übermannt von der Liebe zu Armida von Anthonis van Dyck für 4600 Guineas (heute £ 156.189) versteigert.
Viele Stücke verblieben noch in der Familie, darunter auch viele Werke, die durch Trustees of the FitzWilliam Estates an Museen verliehen sind.

## Verpachtung an das Lady Mabel College

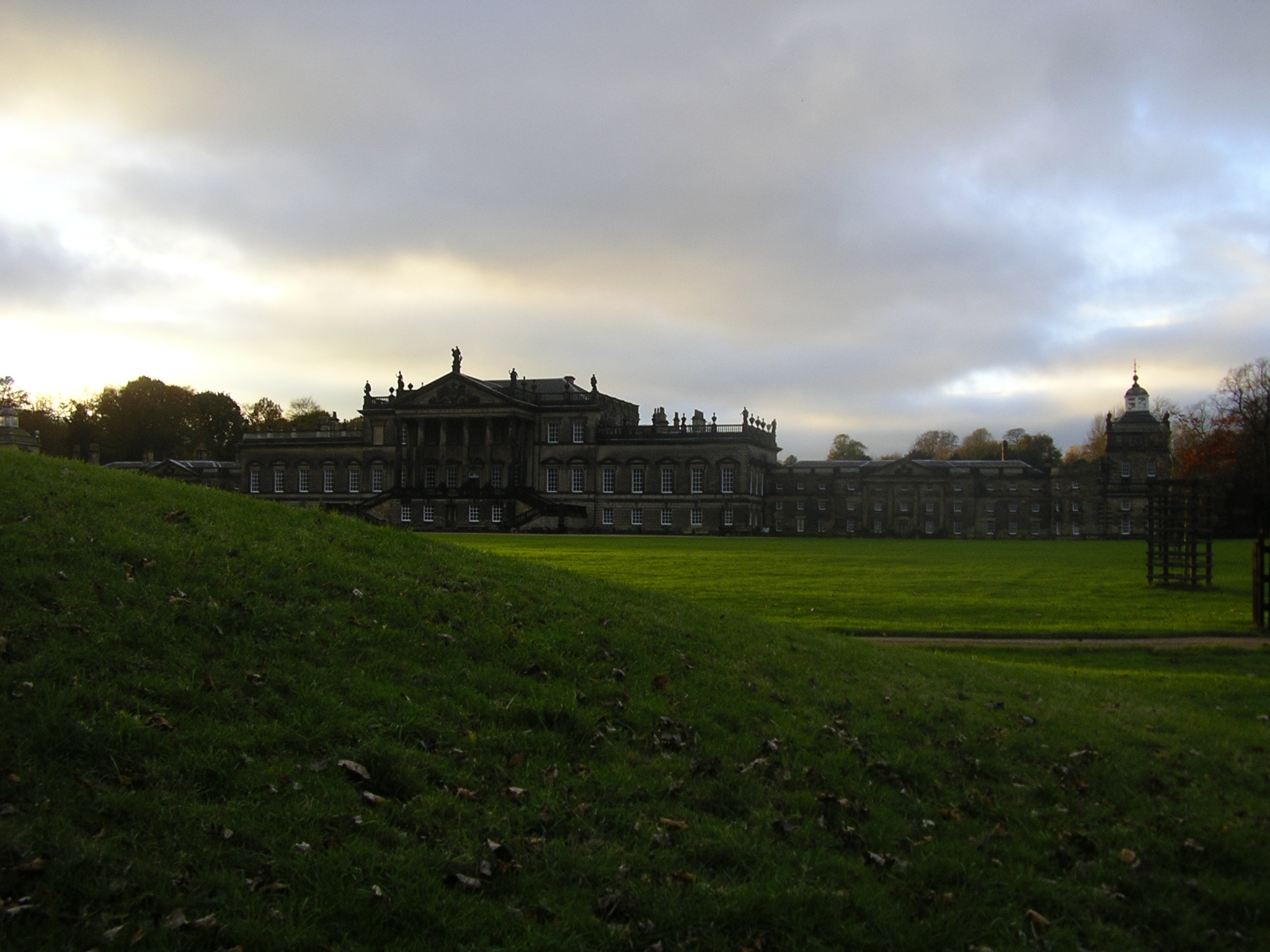
Ostfassade von Wentworth Woodhouse 2004.

Das Gesundheitsministerium versuchte, das Haus als „Wohnung für heimatlose Industriefamilien“ zu requirieren. Um dies zu verhindern, versuchte der Earl, das Haus dem National Trust zu übereignen, aber der Trust lehnte ab. Schließlich fädelte Lady Mabel FitzWilliam, die Schwester des 7. Earls und örtlicher Alderman, einen Vertrag ein, worin das West Riding County Council den größten Teil des Hauses von der Anwesensverwaltung pachtete, um dort eine Schule zu betreiben, während ein kleiner Teil (40 Zimmer!) weiterhin der Familie als Wohnung zur Verfügung stand. So beherbergte das Haus in den Jahren 1949 bis 1979 das Lady Mabel College of Physical Education, wo Sportlehrerinnen ausgebildet wurden. Das College wurde später mit dem Sheffield City Polytechnic zusammengelegt (heute Sheffield Hallam University), die dann 1988 den Pachtvertrag wegen untragbarer Unterhaltungskosten für die Gebäude löste.

## Verkauf durch die Familie FitzWilliam
Im Jahre 1989 befand sich das Landhaus in schlechtem Erhaltungszustand. Nachdem das Polytechnikum das Gebäude nicht mehr pachten wollte und die Familie es nicht mehr benötigte, beschlossen die Treuhänder der Familie, es einschließlich des umgebenden Anwesens von 280.000 m² zu verkaufen, aber behielten die 61 km² großen Ländereien. Das Haus kaufte der in der Gegend geborene Geschäftsmann Wensley Grosvenor Baydon-Baillie, der sofort mit einem Restaurierungsprogramm begann, aber sein geschäftlicher Zusammenbruch sorgte dafür, dass das Haus in die Hände einer Schweizer Bank kam und 1998 wieder zu verkaufen war. Clifford Newbold (Juli 1926–April 2015), ein Architekt von Highgate, kaufte es für etwas über £ 1,5 Mio. Newbold fuhr mit dem definierten Restaurierungs- und Renovierungsprogramm fort, wie in den Country Life-Magazinen vom 17. und vom 24. Februar 2010 beschrieben. Das umgebende Parkland gehört den Trustees of the FitzWilliam Estates.

## Erneut zum Verkauf
2014 wurde das Haus von Newbold formlos zum Verkauf angeboten, ohne dass ein gewünschter Verkaufspreis genannt worden wäre, aber laut The Times dachte man an etwa £ 7 Mio. Es war angegeben, dass das Haus Reparaturen im Wert von etwa £ 40 Mio. nötig hätte. Nach dem Tod von Mr Newbold wurde das Haus im Mai 2015 formal über Savills zum Verkauf angeboten, und zwar zum Preis von £ 8 Mio.
Im November 2015 scheiterte der geplante Verkauf an die Hongkonger Investmentfirma Lake House Group.
2016 erwarb der Wentworth Woodhouse Preservation Trust das Haus für £ 7 Mio. Der Trust schätzt die Renovierungskosten für Gebäude und Grundstück auf inzwischen £ 42Mio, von denen die britische Regierung £ 7,6 Mio. übernehmen will.

## In Film und Fernsehen
Landhaus und Anwesen dienten als Kulisse für eine Reihe von Film- und Fernsehproduktionen:
- Wives and Daughters (1999)
- The Thirteenth Tale (2013)
- Mr. Turner – Meister des Lichts (2014)
- Jonathan Strange & Mr Norrell (2015)
- Bodies (Fernsehserie, 2023)